# Sprague (Nebraska)
Sprague es una villa ubicada en el condado de Lancaster en el estado estadounidense de Nebraska. En el Censo de 2010 tenía una población de 142 habitantes y una densidad poblacional de 537,51 personas por km².

## Geografía
Sprague se encuentra ubicada en las coordenadas 40°37′36″N 96°44′41″O / 40.62667, -96.74472. Según la Oficina del Censo de los Estados Unidos, Sprague tiene una superficie total de 0.26 km², de la cual 0.26 km² corresponden a tierra firme y (0%) 0 km² es agua.

## Demografía
Según el censo de 2010, había 142 personas residiendo en Sprague. La densidad de población era de 537,51 hab./km². De los 142 habitantes, Sprague estaba compuesto por el 97.18% blancos, el 0% eran afroamericanos, el 0% eran amerindios, el 0% eran asiáticos, el 0% eran isleños del Pacífico, el 0.7% eran de otras razas y el 2.11% pertenecían a dos o más razas. Del total de la población el 1.41% eran hispanos o latinos de cualquier raza.